# 4 août dans les chemins de fer
4 juillet 4 septembre
Chronologies thématiques
- Croisades
- Sports
- Disney

Cette page concerne les événements qui se sont déroulés un 4 août dans les chemins de fer.

## Événements

### XIXesiècle
- 1883 : en Grande-Bretagne, la première électrification de ligne au Royaume-Uni est achevée près de Brighton, dans le sud du pays.

### XXesiècle
- 1906 : en France, ouverture de la ligne Pleyben - Châteaulin-Ville sur le Réseau breton (prolongée le 11 août 1907 jusqu'à Châteaulin, gare du Paris-Orléans).
- 1907 : en France, en Maine-et-Loire, une catastrophe ferroviaire survient aux Ponts-de-Cé sur la Ligne Angers - Poitiers via Montreuil-Bellay, c'est le tablier qui cède à l'entrée du pont, au passage d'un convoi parti d’Angers-Saint-Laud à 11 h 29. La locomotive, le tender, le fourgon, et une voiture de troisième classe sont précipités dans la Loire, dix mètres plus bas. Cet accident fait 27 morts[1].
- 1940 : en France, la SNCF doit livrer mille locomotives  à la direction des transports de la Wehrmacht.